# 吉川春子
吉川春子（日语：／ Yoshikawa Haruko，1940年11月26日—）為日本女性政治人物，擔任過4屆參議員，代表日本共產黨。
1940年出生於東京，3歲時隨家人疏散到長野縣，後返回東京就讀東京都立上野高等學校與中央大學法學部。
1976至1980年，吉川春子在原埼玉縣第4區代表日本共產黨參加3次眾議院選舉，但未當選。1983年，吉川春子參加第13屆日本參議院選舉，當選。之後在1989、1995、2001年連任3次，擔任議員共24年，後於2007年引退。
2007年8月，吉川春子轉而代表「埼玉民主縣政會」以無黨籍身分參選埼玉縣知事，獲共產黨支持，但輸給尋求連任的上田清司。

## 著作
- . あゆみ出版. 1983.
- . 東京: あゆみ出版. 1997. ISBN 4751922106. OCLC 39688472.
- . 春日部市: ケイアイメディア. 2003  [2019-03-19]. ISBN 4907796145. OCLC 123058149. （原始内容存档于2022-01-14）.
- . 京都市: かもがわ出版. 2008. ISBN 9784780301526. OCLC 230167766.
- . かもがわ出版. 2015. ISBN 9784780307801. OCLC 913345417.

## 外部鏈接
- 吉川春子國會議事紀錄 （页面存档备份，存于）（日語）